# Achang
Achang (Maingtha, Ngac’ang; chiń. 阿昌族; pinyin: Āchāng zú) – grupa etniczna zamieszkująca pogranicze chińsko-birmańskie (głównie Junnan). Jest jedną z 55 mniejszości narodowych oficjalnie uznawanych przez władze Chińskiej Republiki Ludowej. Populacja Achang w latach 90. XX wieku wynosiła ok. 28 tys. Posługują się językiem achang, należącym do grupy tybeto-birmańskiej. Nie mają własnego pisma, dlatego w Chinach zaakceptowali język i pismo chińskie. Główną religią Achang jest buddyzm hinajana; niektórzy wyznają kult przodków.